# Новый Шарой
Новый Шарой (чечен. Керла-Шара) — село в Ачхой-Мартановском районе Чеченской Республики. Административный центр Ново-Шаройского сельского поселения.

## География
Село расположено на левом берегу реки Асса, в к км к северу от районного центра Ачхой-Мартан и в 37 км к юго-западу от города Грозный, у юго-западной окраины Самашкинского лесного массива.
Ближайшие населённые пункты: на севере — сёло Давыденко и Самашки, на юго-востоке — село Шаами-Юрт, на юге — село Ачхой-Мартан, на юго-западе — станица Ассиновская и на северо-западе — село Серноводское.

## История
Село было основано в 1964 году, для вернувшихся из сталинской выселения жителей горного села Шарой Шаройского района, которым было запрещено селиться в горных сёлах, в свои прежние места проживания.

## Население
| 1990  | 2002  | 2010  | 2012  | 2013  | 2014  | 2015  |
| ----- | ----- | ----- | ----- | ----- | ----- | ----- |
| 1425  | ↗1739 | ↗1924 | ↗1961 | ↗1994 | ↗2030 | ↗2066 |
| 2016  | 2017  | 2018  | 2019  | 2020  | 2021  | 2023  |
| ↗2104 | ↗2113 | ↗2131 | ↗2203 | ↗2237 | ↘1804 | ↗1828 |
| 2024  |       |       |       |       |       |       |
| ↗1850 |       |       |       |       |       |       |

## Образование
- Новошароевская муниципальная средняя общеобразовательная школа[21].

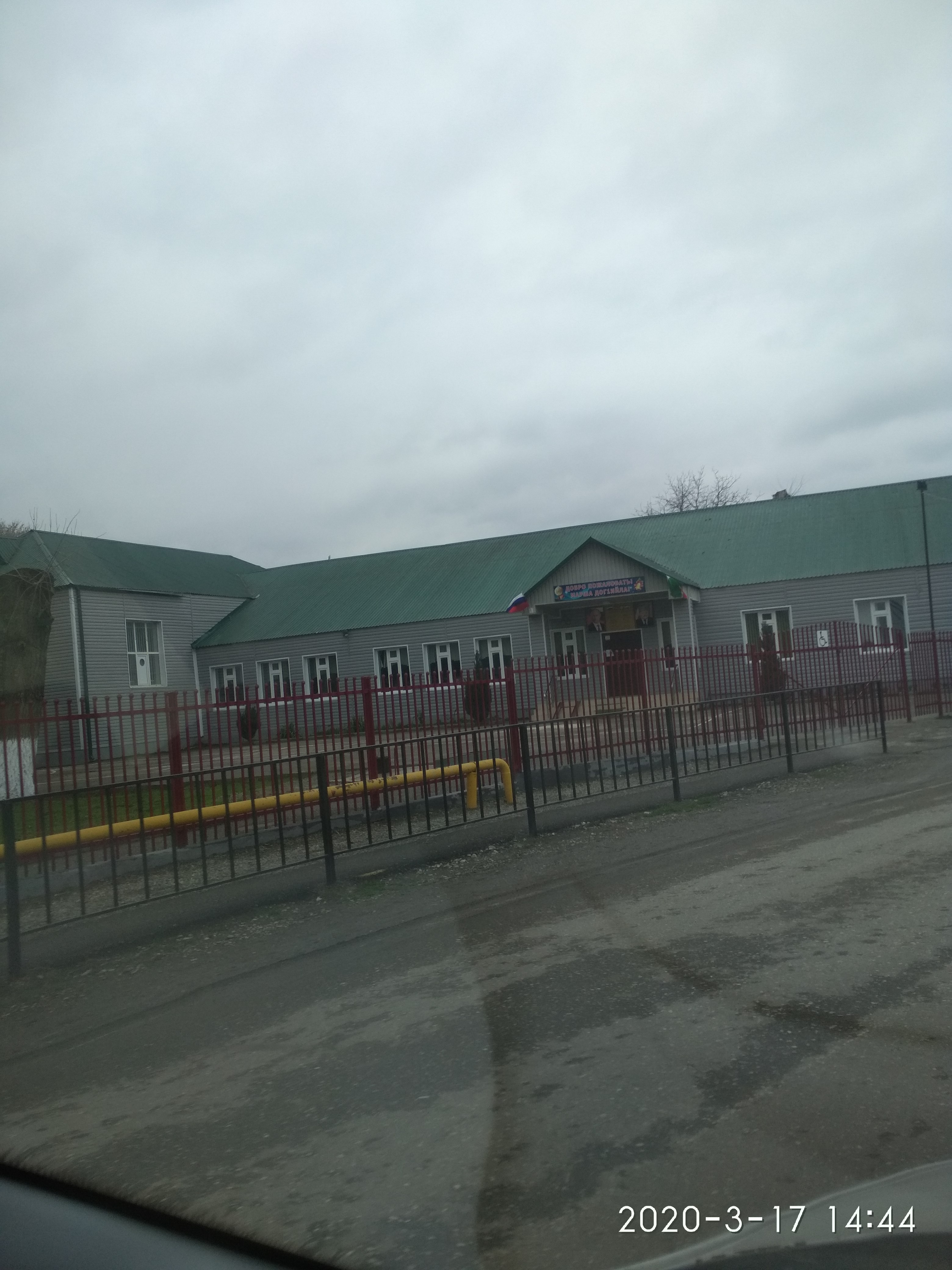
Средняя школа

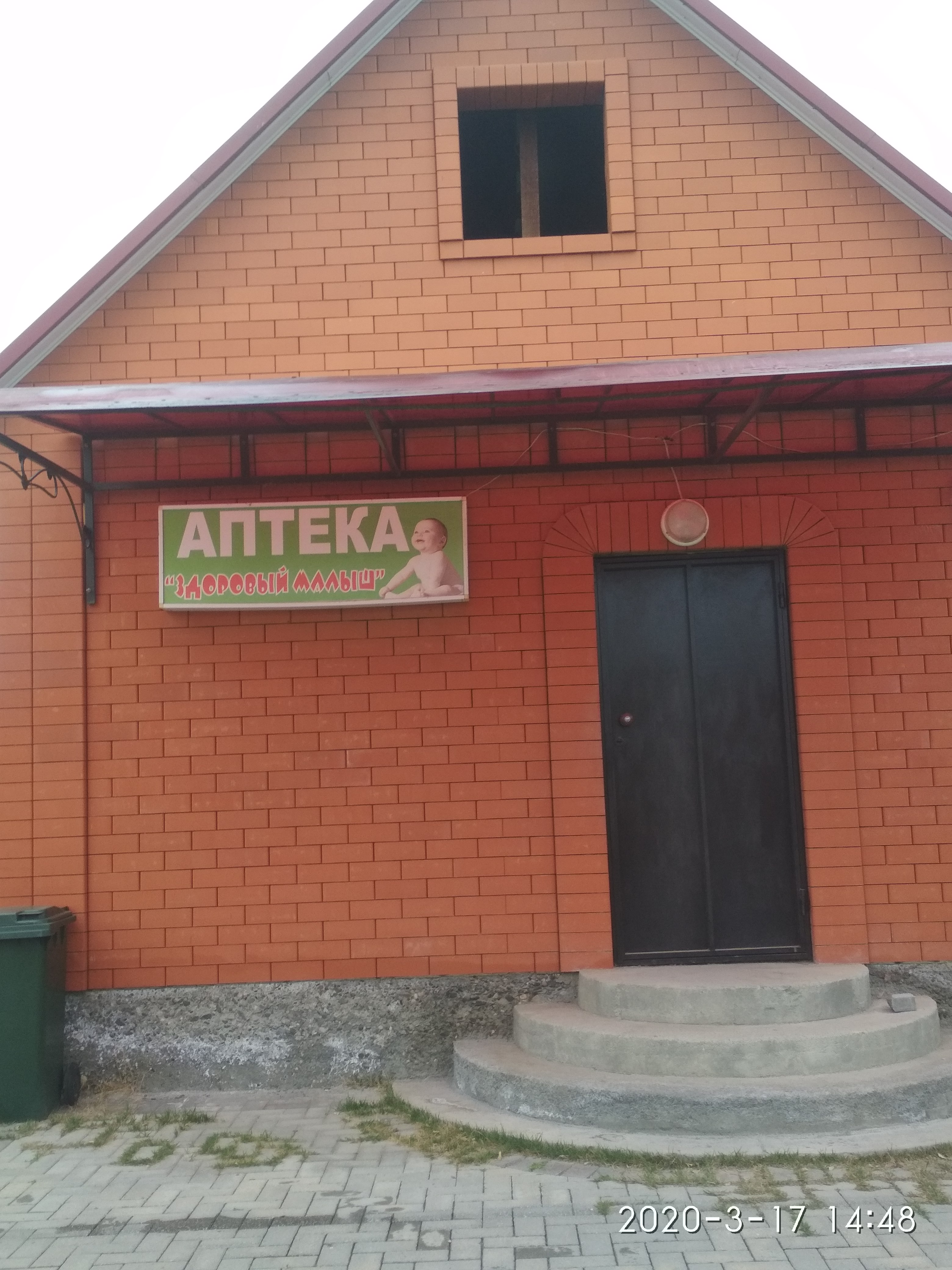
Аптека